# وون اوک-ایم
وون اوک-ایم (انگلیسی: Won Ok-im؛ زادهٔ ۶ نوامبر ۱۹۸۶) جودوکار اهل کره شمالی است.